# Geča
Geča (in ungherese Hernádgecse) è un comune della Slovacchia facente parte del distretto di Košice-okolie, nella regione di Košice.